# Harold Cummings
Harold Oshkaly Cummings Segura (født 14. februar 1985 i Panama City, Panama) er en panamansk professionel fodboldspiller, som spiller for Liga Nacional-klubben Xelajú og Panamas landshold.

## Landshold
Cummings har (pr. juni 2018) spillet 50 kampe for Panamas landshold, som han debuterede for 7. september 2010 i en venskabskamp mod Trinidad og Tobago. Han var en del af den panamanske trup til VM 2018 i Rusland.